# Майте Уседа
Майте Уседа (на испански: Mayte Uceda) е испанска писателка на произведения в жанра социална драма и любовен роман.

## Биография и творчество
Майте Уседа е родена през 1967 г. в град Овиедо, Астурия, Северна Испания. По съвет на семейството си завършва специалност бизнес информатика. След дипломирането си работи в различни сектори и живее дълго време в Мадрид. Впоследствие преминава и обучение по социално образование за социални дейности. Нейна страст е музиката – от дете свири на китара, композира песни и през 90-те е част от музикална група. Постепенно се насочва към писане на романи.
Първият ѝ роман „Лос Анджелис де Ла Торе“ е издава самостоятелно през 2012 г. чрез платформата „Амазон“. Той е любовна история с паранормални нюанси и свръхестествени същества. Вторият ѝ роман „Любов към Ребека“ също е издаден чрез дигиталната платформа през 2014 г. Произведенията ѝ имат успех и високи продажби, и привличат вниманието на издателите.
През 2016 г. е издаден романът ѝ „Алисия и теоремата за безкрайната любов“. Съпругът на главната героиня Алисия умира при нелеп инцидент и тя наследява семейната винарна на остров Майорка и кучето му. Тя няма представа за винарството и винарната е изправена пред финансов крах шест години по-късно. Но тогава се появява младият и привлекателен корсиканец Марко, който ѝ помага. Въпреки това той има минало, което може да се окаже фатално.
Следващият ѝ роман „Пазителят на прилива“ е издаден през 2021 г. Той е любовна история, която пресича океани и се развива между двете големи войни на 20-ти век, преодолявайки всякакви премеждия.
Произведенията на писателката се отличават с непринудените си диалози, чувство за хумор и голяма доза оптимизъм, а драматичните моменти са предадени с ироничен и забавен език.
Майте Уседа живее със семейството си във вила в рибарско селище на брега на Атлантическия океан в Астурия.

## Произведения

### Самостоятелни романи
- Los Ángeles de La Torre (2013)[1][2][3]
- Un amor para Rebeca (2014)
- Alicia y el teorema de los monos infinitos (2016)
Алисия и теоремата за безкрайната любов, изд.: ИК „Хермес“, Пловдив (2023), прев. Светослава Славчева-Бонева
- El guardián de la marea (2021)
- El maestro de azúcar (2024)